# Беатрикс фон Баден
Беатрикс фон Баден (на немски: Beatrix von Baden; * 22 януари 1492, † 4 април 1535) е принцеса от Маркграфство Баден и чрез женитба пфалцграфиня на Зимерн.

## Произход
Дъщеря е на маркграф Кристоф I фон Баден (1453 – 1527) и Отилия фон Катценелнбоген (1451 – 1517).

## Фамилия
Беатрикс фон Баден се омъжва през 1508 г. в Трарбах за пфалцграф Йохан II фон Зимерн (* 21 март 1492, † 18 май 1557) от род Вителсбахи. Двамата имат 12 деца:
- Катарина (1510 – 1572), абатиса в манастир Кумбд
- Йохана (1512 – 1581), абатиса на манастир Мариенберг при Бопард
- Отилия (1513 – 1553), монахиня в Мариенберг при Бопард
- Фридрих III (1515 – 1576), пфалцграф, от 1559 курфюрст на Пфалц
- Бригита (1516 – 1562), абатиса в Нойбург ан дер Донау
- Георг (1518 – 1569), пфалцграф, от 1559 г. херцог на Пфалц-Зимерн
- Елизабет (1520 – 1564), ∞ 1535 граф Георг II фон Ербах (1506 – 1569)
- Райхард (1521 – 1598), пфалцграф и херцог на Зимерн
- Мария (1524 – 1576), монахиня в Мариенберг при Бопард
- Вилхелм (1526 – 1527)
- Сабина (1528 – 1578), ∞ 1544 граф Ламорал Егмонт (1522 – 1568)
- Хелене (1532 – 1579), ∞ 1551 граф Филип III фон Ханау-Мюнценберг (1526 – 1561)